# Paravi
Paravi (jap. パラビ) – japońska marka treści usług VOD serwisu U-Next. 

## Historia
Usługa wystartowała 1 kwietnia 2018 roku we współpracy z TBS, TV Tokyo i Wowow jako japońska usługa mediów strumieniowych VOD obsługiwana przez Premium Platform Japan (PPJ).
17 lutego 2023 PPJ ogłosiło, że 31 marca połączy się z U-Next. Następnie do lipca Paravi przeniosło swoją usługę do U-NEXT, po czym ich treści stały się dostępne w miesięcznych planach U-NEXT.